# Сьвенцехув
Сьвенцехув (пол. Święciechów, нім. Silberberg) — село в Польщі, у гміні Дравно Хощенського повіту Західнопоморського воєводства.
Населення — 492 особи (2011).
У 1975-1998 роках село належало до Гожовського воєводства.

## Демографія
Демографічна структура станом на 31 березня 2011 року:
|          | Загалом | Допрацездатний вік | Працездатний вік | Постпрацездатний вік |
| -------- | ------- | ------------------ | ---------------- | -------------------- |
| Чоловіки | 242     | 51                 | 181              | 10                   |
| Жінки    | 250     | 58                 | 159              | 33                   |
| Разом    | 492     | 109                | 340              | 43                   |